# Optical Ground Station
| 231609 Sarcander      | 10 settembre 2009 |
| 284891 Kona           | 13 settembre 2009 |
| 296587 Ocaña          | 13 settembre 2009 |
| 297005 Ellirichter    | 22 marzo 2010     |
| 332706 Karlheidlas    | 13 settembre 2009 |
| 381725 Bobrinsky      | 13 settembre 2009 |
| 386618 Accomazzo      | 13 settembre 2009 |
| 420779 Świdwin        | 11 aprile 2003    |
| 457818 Ramírezmoreta  | 10 settembre 2009 |
| 438881 Michaelkhan    | 10 settembre 2009 |
| 554766 Dieterkasan    | 17 dicembre 2012  |
| 576373 Wolfgangbusch  | 16 agosto 2012    |
| 649964 Friedrichvolck | 26 settembre 2011 |

L'Optical Ground Station è un osservatorio astronomico situato nel complesso dell'Osservatorio del Teide, sull'omonima vetta dell'isola di Tenerife, gestito dall'Istituto di astrofisica delle Canarie per conto dell'Agenzia Spaziale Europea. Il suo codice MPC è J04 ESA Optical Ground Station, Tenerife.
L'osservatorio deve il proprio nome al fatto di essere la stazione terrestre per le comunicazioni del satellite Artemis.

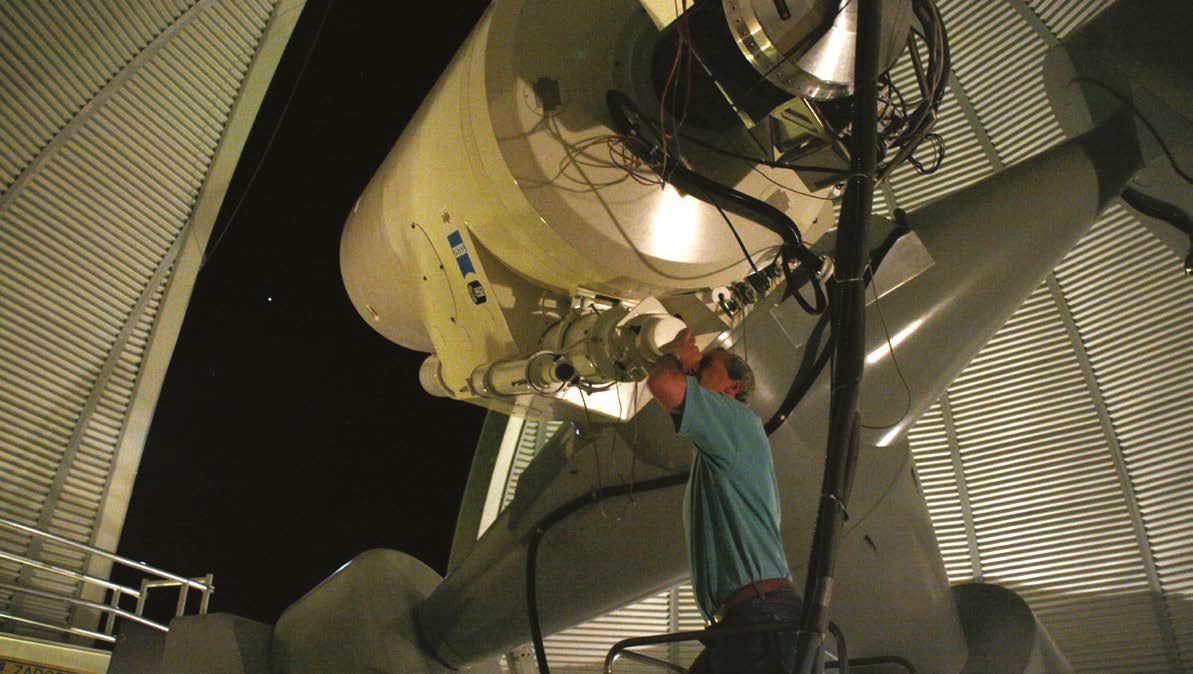
Telescopio da 1,0 m

Oltre a tale ruolo, è normalmente impiegato anche per la  ricerca di detriti spaziali in orbita attorno alla Terra, per la verifica di nuove strategie per l'individuazione di NEO e per  osservazioni astronomiche notturne.
Nel 2006, sfruttando la non comune possibilità di portare il telescopio in posizione orizzontale è stato il terminale di un esperimento di trasmissione quantica dove la stazione trasmittente era l'Osservatorio di La Palma a 134 km di distanza.
Nel 2015 ha eseguito una prova di comunicazione via laser con la Stazione spaziale internazionale.
La stazione è accreditata dal Minor Planet Center per la scoperta di duecentotre asteroidi effettuate tra il 2009 e il 2017.